# モリス・ピーターソン
モリス・ラッセル・ピーターソン・ジュニア（Morris Russell Peterson Jr.、1977年8月26日 - ）は、アメリカ合衆国・ミシガン州フリント出身の元バスケットボール選手。
NBAのトロント・ラプターズなどで11シーズンプレーし、現在は同チームの解説者を務めている。
インディアナ・ペイサーズなどに所属していたジョナサン・ベンダーとは従兄弟同士である。

## 経歴
ミシガン州立大学をNCAAチャンピオンに導き、2000年のNBAドラフトでラプターズから全体の21位指名を受けNBA入りした。ルーキーシーズンには80試合に出場し、9.3得点、3.2リバウンドの成績を残しオールルーキーファーストチームに選ばれた。
その後5シーズンラプターズでプレー。05-06シーズンにはキャリア最高の16.8得点、4.6リバウンド、2.3アシスト、1.27スティールの成績を残している。
2005年12月28日、418試合出場を果たし、それまでのラプターズの記録を持っていたアルヴィン・ウィリアムスを抜いた。
2006年11月22日、左ひじ痛によりクリーブランド・キャバリアーズ戦を欠場。当時現役選手の中で最長だった連続試合出場は371試合でストップした。
2006-07シーズンは出場時間が減少、成績も下降した。
2007年、ニューオーリンズ・ホーネッツと4年間2300万ドルで契約したが、十分な出場機会を得ることはできなかった。2010年7月8日、その年のドラフト1巡全体11位で指名されたコール・オルドリッチと共に同じドラフトの1巡全体21位で指名されたクレイグ・ブラッキンス、1巡全体26位で指名されたクインシー・ポンデクスターとトレードされてオクラホマシティ・サンダーへ移籍した。
2011年2月24日、D・J・ホワイトと共にナジー・モハメドとのトレードでシャーロット・ボブキャッツに放出され、わずか4日後にバイアウトで解雇された。

## 引退後
2015年1月より、古巣トロント・ラプターズの解説者を務めている。

## 個人記録
- キャリア最高得点：38得点（2006年3月31日、フェニックス・サンズ戦）
- キャリア最高リバウンド：14リバウンド（2005年4月8日、アトランタ・ホークス戦）
- キャリア最高スティール：8スティール（2002年2月10日、シャーロット・ホーネッツ戦）